# لوسيان غولدبرغ
لوسيان غولدبرغ (ولدت باسم شتاينبرغر في 29 أبريل 1935 - 26 أكتوبر 2022) المعروفة أيضاً بلوسيان كومينغز، كانت وكيلة أدبية أمريكية ومؤلفة. تم تسميتها كواحدة من اللاعبين الرئيسيين في عملية عزل الرئيس كلينتون في عام 1998، حيث كانت هي التي نصحت بشكل مثير للجدل صديقة مونيكا لوينسكي، ليندا تريب، بتسجيل مكالمات لوينسكي الهاتفية حول علاقتهما العاطفية. أصبح التسجيل الذي يصل إلى 20 ساعة حاسمًا في التحقيق الذي قام به ستار. كانت والدة جوناه غولدبرغ، معلق سياسي محافظ، جوشوا غولدبرغ، مرشح الحزب الجمهوري لمجلس مدينة نيويورك.

## النشأة و التعليم:
ولدت لوسيان شتاينبرغر في بوسطن بولاية ماساتشوستس، للدكتور ريموند ليونارد ولوسي جين (الاسم الأصلي موسيلي) فون شتاينبرغر. نشأت في ألكساندريا، فيرجينيا، خارج واشنطن العاصمة، حيث كان والدها يعمل كفيزيائي حكومي، وكانت والدتها اخصائية علاج طبيعي. درست في المدرسة الثانوية في ألكساندريا، وتركتها في سن الـ 16 لتبدأ العمل. تزوجت من حبيبها في المدرسة الثانوية، وليام كومينغز؛ انفصلا بعد ثلاث سنوات من الزواج وانفصلا لاحقًا.

## المرحلة المبكرة من الحياة المهنية:
بدأت جولدبرج مسيرتها الأدبية في سن مبكرة جدًا في واشنطن بوست، خلال تعليمها الثانوي. قررت جولدبرج البحث عن الفرصة لتكون مساعدة صحفية في حملة ليندون جونسون الرئاسية الفاشلة في عام 1960.  بعد فوز جون كينيدي بترشيح الحزب الديمقراطي، حصلت على منصب في اللجنة الوطنية الديمقراطية تلاه منصب في لجنة تنصيب كينيدي.
قالت جولدبرج إنها كانت تعمل في البيت الأبيض تحت إدارة كينيدي، ولكن وفقًا لصحيفة واشنطن بوست، لم يظهر اسمها في أي سجلات الموظفين. ردًا على ذلك، قالت إنها كانت تعمل في مبنى الكتب التنفيذي القديم في بحث المعارضة، ثم عملت في مبنى الصحافة الوطنية في العلاقات العامة.

## شركة العلاقات العامة:
في عام 1963، أسست شركة العلاقات العامة الخاصة بها والتي تعمل بها شخص واحد، لوسيان كمنغز وشركاه.  حظيت بانتباه وسائل الإعلام الوطنية في عام 1965 عندما حاولت بيع مذكرة مكتوبة بخط اليد من جاكي كينيدي إلى ليدي بيرد جونسون من خلال دار مزاد مقابل 1000 دولار (ما يعادل 9286 دولار في الوقت الحالي).حصلت على هذه المذكرة عندما كانت تعمل كرسولة لكينيدي في عام 1960 عند سماع السيدة الأولى عن المزاد، غضبت وطالبت بإعادة المذكرة إلى البيت الأبيض. اعتذرت كمنغز وأعادت المذكرة، ثم اكتشفت في اليوم التالي أن إقرارات ضريبة الدخل الخاصة بها ستتم مراجعتها من قبل مصلحة الإيرادات الداخلية.
في عام 1966، تزوجت من سيدني جولدبرغ، الذي كان آنذاك المحرر التنفيذي للتحالف الأمريكي الشمالي للصحف (NANA) والذي تم الحصول عليه في وقت لاحق من قبل شركه نقابة الميزات المتحدة. اعتمدت اسم جولدبرغ بعد زواجها وعملت لصالح خدمة أخبار النساء، وهي أيضًا فرع لشركة نقابة الميزات المتحدة.

### النشاط المحافظ و فترة ووترغيت:
في عام 1970، أسست جولدبرغ وصديقتها جيني ساكول منظمة تحمل اسم "نقابة القطط" لمعارضة حركة تحرير المرأة، وفي عام 1971 نشرت جولدبرغ وساكول كتابًا بعنوان "مواء الطفل"، وهو نقد للنسوية.
خلال حملة الانتخابات الرئاسية في عام 1972، انضمت إلى فريق الصحافة الذي يغطي المرشح الديمقراطي جورج مكغوفرن، مدعية أنها مراسلة لخدمة أخبار النساء، على الرغم من أنها كانت في إجازة من هذا المنصب. في الواقع، كانت جولدبرغ تتلقى 1000 دولار في الأسبوع - ما يعادل 6996 دولار في أيامنا هذه - للتجسس على مكغوفرن وأولئك الذين يسافرون معه على طائرات الحملة. عندما تم تجنيدها، أخبروها أن الرئيس نيكسون نفسه وافق على التجسس، والذي كان يشمل الاستخبارات السياسية التقليدية ومعلومات عن العادات الشخصية: "'كانوا يبحثون عن أشياء قذرة حقًا'، قالت. 'من كان ينام مع من، وماذا كان رجال خدمة الأمن يفعلون مع مضيفات الطائرة، ومن كان يدخن الماريجوانا على الطائرة - هذا النوع من الأمور. قيل لي أن أرسل كل شيء'".
تم الكشف عن دور جولدبرغ كصحفية تجسس في جلسات ووترجيت التي أدت إلى استقالة نيكسون.
زعمت النسوية بيتي فريدان في يونيو 1973 أن جولدبرغ، كمنظم لرابطة القطة، كان يحاول إفشال مرور تعديل المساواة في الحقوق من خلال الاشتراك في "حيل قذرة" على غرار ووترغيت وجولة في البلاد حيث يخبر النساء بشكل كاذب بأنهن سيفقدن أزواجهن وحقوق الدعم العائلي إذا مر التعديل.

#### الوكيل الأدبي والكاتب:
أقامت جولدبرغ وكالتها الأدبية في النهاية وأصبحت معروفة كمروجة لـ "كتب الهجوم الحقوقية التي تروي كل شيء"، وفقًا لصحيفة نيويورك تايمز. رفعت كيتي كيلي، أحد عملائها وكاتبة سير ذاتية مشهورة، دعوى قضائية ضدها في عام 1983 بسبب عائدات المبيعات الأجنبية لسيرتها الذاتية غير المصرح بها عن إليزابيث تايلور. فازت كيلي في النهاية بحكم قضائي بقيمة 40،000 دولار، وأعلن القاضي أن جولدبرغ تكونت من خطأ في الحفاظ على السجلات المحاسبية. كما كانت جولدبرغ وكيلة الولايات المتحدة لمذكرات خادم الأمير تشارلز السابق، والتي تم حجب نشرها في إنجلترا بواسطة الملكة إليزابيث.
في أوائل التسعينات، قامت جولدبرغ بالترويج لكتاب نظرية المؤامرة حول وفاة فنسنت فوستر، مساعد البيت الأبيض للرئيس بيل كلينتون، وعدة كتب تتناول الخيانات الجنسية المزعومة لكلينتون بما في ذلك كتاب لضباط شرطة ولاية أركنساس يزعمون أنهم قدموا نساء لممارسة الجنس مع حاكم ولاية أركنساس آنذاك، بيل كلينتون. لم يتم نشر أي من الكتب المتعلقة بكلينتون. كما كانت جولدبرغ وكيلة الشرطي السابق مارك فورمان، الذي كتب أكثر الكتب مبيعًا عن قضية أو. جي سيمبسون، "قتل في برينتوود".
كتبت جولدبرغ العديد من الروايات. نُشر كتاب "أصدقاء في المناصب العالية" الذي كتبته بالتعاون مع سوندرا روبنسون في عام 1979. نُشرت روايتها الأولى منفردة بعنوان "فتيات مدام كليو"، وهي قصة عن ثلاثة فتيات استدعاء ذات أسعار مرتفعة، في عام 1992، تلاها كتاب "الناس سوف يتحدثون" في عام 1994. كما قامت بكتابة الأعمال نيابةً عن المشاهير؛ رواية الرومانسية "زوجات واشنطن" (1987) (تحت اسم مورين دين، زوجة الشخصية المرتبطة بقضية ووترغيت جون دين) هي إحدى أعمالها الخفية.

## فضيحة مونيكا ليوينسكي:

##### تسجيلات تريب
التقت جولدبرغ ليندا تريب في عام 1993 أو 1994 أثناء العمل على اقتراح الكتاب حول وفاة مساعد الرئيس بيل كلينتون، فنس فوستر. أصبحت المرأتان صديقتين، وفي عام 1997، نصحت جولدبرغ تريب بتسجيل بالسر لمونيكا ليوينسكي، المتدربة السابقة في البيت الأبيض، تتحدث عن علاقتها الجنسية مع الرئيس بيل كلينتون. نصحت جولدبرغ تريب بأنه قانوني تسجيل محادثات هاتفية في ماريلاند بدون موافقة الطرف الآخر؛ في الواقع، كان من غير القانوني القيام بذلك.
حث جولدبرغ تريب على أخذ الساعات الناتجة عن التسجيلات المدتها 20 ساعة إلى المدعي العام الخاص كينيث ستار، الذي كان لديه صلاحية واسعة للتحقيق في السلوك غير اللائق لكلينتون. كما أحضر جولدبرغ التسجيلات إلى انتباه المحامين العاملين في قضية التحرش الجنسي المقامة ضد كلينتون من قبل بولا جونز. أصبحت التسجيلات حاسمة في تحقيق ستار حول ما إذا كان كلينتون قد قدم شهادة زور خلال إفادته تحت القسم عندما نفى علاقته بلوينسكي، مما أدى إلى عزله من قبل مجلس النواب الأمريكي وبراءته من قبل مجلس الشيوخ الأمريكي.
بعد بدء التسجيل السري في خريف عام 1997، ترتبط جولدبرغ بتريب للتحدث مع مراسل نيوزويك مايكل إيزيكوف، الذي كان يحقق في اتهامات أخرى بشأن حياة كلينتون الجنسية. بعد أن أصبح الفضيحة علنية في يناير 1998، أجرت وسائل الإعلام مقابلات متكررة مع جولدبرغ. أعلنت أن التسجيلات تثبت أن ليوينسكي وكلينتون كان لديهما علاقة جنسية، وأعطت نظرة مسبقة إلى أبرز أحداث قضية كلينتون - ليوينسكي مثل وجود فستان ملطخ بالسائل المنوي والذي تأكد لاحقًا أنه يحمل حمض نووي لكلينتون.
نشرت صحيفة واشنطن بوست تسميتها بـ "المنتجة والمروجة" التي وضعت المسرح للفضيحة والتحقيق. وصفت نفسها بأنها "المسهلة". وفيما يتعلق بدور غولدبرغ في الفضيحة، قالت مجلة تايم: "على الأقل، فهي محكومة إلى الأبد في التاريخ بكونها وكيلة أدبية في نيويورك ألقت الجملة المدمرة لرئاسة كلينتون على صديقتها: 'ليندا، اشتري مسجلًا'". واعتبرها المؤلف جيفري توبين واحدة من سبعة "لاعبين رئيسيين" في عملية العزل.
قالت غولدبرغ إن أفعالها في مساعدة الكشف عن قضية ليوينسكي-كلينتون كانت مستندة إلى شعورها بتراجع الأخلاق العامة وأن أمريكا بحاجة إلى "منبه". وقالت أيضًا إن الكشف عن علاقة ليوينسكي مع كلينتون ساعد في حماية ليوينسكي، التي كانت تعاني من هوس مرضي بكلينتون. خلال هذا الوقت، لم تخف غولدبرغ كراهيتها تجاه كلينتون، قائلة إنها سعيدة لأن كلينتون يتورط "في شيء" وأنها كانت مستقلة سياسيًا، على الرغم من أن الصحافة وصفتها بأنها لها صلات طويلة الأمد مع الحزب الجمهوري.

###### تداعيات:
بعد كشف الحقائق حول قضية كلينتون-ليوينسكي، تعرضت غولدبرغ لهجمات إعلامية على شخصيتها وصفقاتها التجارية السابقة. قامت اللجنة الوطنية الديمقراطية بإرسال ورقة معلومات غير محببة عن غولدبرغ إلى الصحفيين في غضون أيام بعد انتشار القصة. اعترفت غولدبرغ بأنه كان من المتوقع أن تكون هناك اتهامات بشأن شخصيتها: "لم أفكر أبدًا في نفسي كضحية في كل هذا" ، صرحت قائلة: "لا توجد ضحية. دعهم يقومون بأفضل ما لديهم". وأضافت لاحقًا أن الانتقادات قد أرهقتها.
نفت غولدبرغ الادعاءات التي وردت في وسائل الإعلام بأنها كانت جزءًا من مؤامرة كبيرة من اليمين السياسي لإسقاط رئاسة بيل كلينتون. عندما نشر جيفري توبين كتابه في عام 1999 بعنوان "مؤامرة ضخمة"، الذي زعم أيضًا أن غولدبرغ قد قالت لأصدقائها أنها كانت تعيش علاقة غرامية مع ليندون جونسون، وزعم كاتب في واشنطن بوست أنه وآخرين قد سمعوا غولدبرغ تتباهى بعلاقة غرامية مع نائب الرئيس هيوبيرت همفري أيضًا، هددت غولدبرغ توبين و راندوم هاوس بدعوى قضائية بتهمة القذف، نفت كلا العلاقتين ونفت أيضًا أنها قد تحدثت عن تلك القصص.
,
تم استدعاء جولدبرغ للشهادة أمام هيئة محلفين كبرى في ماريلاند تفكر في توجيه اتهامات ضد تريب بتسجيلها السري. وفقًا للقانون في ماريلاند، كانت المعرفة بأن مثل هذه التسجيلات غير قانونية ضرورية لارتكاب الجريمة. وأوضحت جولدبرغ أنها قدمت نصيحة غير صحيحة لتريب، قائلة لها إنه من القانوني إجراء تسجيلات سرية. لاحقًا، تم إسقاط التهم الموجهة ضد تريب.
فيما بعد، أقام صانع الأفلام الليبرالي مايكل مور كاميرا ويب تركز على نوافذ شقة جولدبرغ في مانهاتن، وأطلق عليها "كاميرا أرى لوسي". لم يخالف مشروع مور القوانين في ولاية نيويورك. وزعم مور أن جولدبرغ لا تحترم حقوق الخصوصية للآخرين، وكتب "'إنها تعتقد في مراقبة الأشخاص الذين يشكلون تهديدًا للبلاد. نحن أيضًا نعتقد ذلك'". ردت جولدبرغ عن طريق "بيع إعلانات توضع على نافذتها مقابل 1000 دولار في الأسبوع".

## المسار الوظيفي في وقت لاحق:
كانت غولدبرغ حضورًا بارزًا على موقع الويب المحافظ Free Republic في أواخر الثمانينيات من القرن الماضي، حيث نشرت تحت اسم "تريكسي". غادرت هي ومحافظون آخرون، بما في ذلك مات دراج، الموقع عندما سمح صاحب الموقع، بعبارة غولدبرغ، "بتولي الجنونيين الذين يعانون من الخوف من الألفية، وملاحقة اليهود، السيطرة [على المنتدى الخاص ب لوسيانا]  والتخريب اللاذع للمحافظين العاديين". ثم أسست موقعها الخاص، "لوسيان".  ولفترة من الوقت، كانت مضيفة برنامج تحدث وطنياً تضم مراسلًا في واشنطن.

## الحياة الشخصية:
كانت جولدبرغ متزوجة من سيدني جولدبرغ، مسؤول تنفيذي في صحيفة يونايتد فيتشرز سينديكيت من عام 1966 حتى وفاتها في عام 2005. كان لديهما طفلان. كان جوشوا (1967-2011) محرر مواقعها، وكان المرشح الجمهوري في عام 2009 لمقعد مجلس مدينة نيويورك الممثل للمنطقة رقم ستة في الجانب الغربي العلوي لمانهاتن. خسر الانتخابات أمام الرئيس الحالي لمنطقة مانهاتن، جيل بروير. جوناه (مواليد 1969) هو كاتب أكثر مبيعاً ومعلق سياسي محافظ. تربى الأطفال في ديانة والدهم اليهودية، بينما ظلت لوسيان، التي تربت كانجيليكانية، مسيحية.
توفيت جولدبرغ في 26 أكتوبر 2022 في منزلها في ويهاوكن، نيو جيرسي. كانت في الثامنة والثمانين من عمرها وكانت تعاني من فشل الكبد والكلى قبل وفاتها.

## تصوير ثقافي:
صورت غولدبرغ بواسطة مارغو مارتينديل في الموسم الثالث من قصة الجريمة الأمريكية، العزلة.
1. ↑  إس، السيدة إل. "كومينغز يتزوج سيد جولدبرغ". صحيفة نيويورك تايمز.
2. ↑  هو يو، ماركيس (1976). من هو من نساء امريكا. ص. 329. ISBN:0837904099.
3. ↑  هو يو، ماركيس. "من هو من نساء امريكا". ش.م.م. ISBN:978-0837904092. مؤرشف من الأصل في 2023-08-01. اطلع عليه بتاريخ 2012-09-06.
4. ↑  ادوارد بارنز و ريتشارد زوغلين، جون كلاود (2 فبراير 1988). لوسيان جولدبرغ:في مطاردة كلينتون. تايم.
5. 1 2  لاردنر الابن، جورج (17 نوفمبر 1988). "منتج الفضيحة و المروج العام". صحيفة واشنطن بوست. مؤرشف من الأصل في 2023-11-06. اطلع عليه بتاريخ 2011-03-20.
6. ↑  دورين كارفاخال، جوديث ميلر (30 يناير 1998). "الرئيس تحت النار: وكيل الكتاب؛ مارفيك ليس صديقًا لبيل". صحيفة نيويورك تايمز. مؤرشف من الأصل في 2023-11-17. اطلع عليه بتاريخ 2011-03-18.
7. ↑  ديكسون، جورج (4 يونيو 1965). صدفة مدهشه. سانت بطرسبرغ، فلوريدا: المستقل المسائي.
8. ↑  جورج راش، جوانا مولوي (7 يوليو 2010). "فقراء العجوز يدعون الشمس تغيب عنه". صحيفة ديلي نيوز نيويورك. مؤرشف من الأصل في 2023-11-02. اطلع عليه بتاريخ 2011-03-23.
9. ↑  "الكاتبه تعلن انها كانت جاسوسه للحزب الجمهوري في حملة ماكغوفرن". صحيفة نيويورك تايمز. 19 أغسطس 1973. مؤرشف من الأصل في 2024-08-24.
10. ↑  مراسل، من جريدة واشنطن ستار (20 أغسطس 1973). الكاتبه تعترف بأن حمله تيكسون قامت بدفعها للتجسس على ماكغوفرن. جريده ميامي نيوز. ص. 7A1. مؤرشف من الأصل في 2023-11-02. اطلع عليه بتاريخ 2011-03-21.
11. ↑  عضوتان في رابطه القطط يهاجمان تحرير المرأة. جريدة مونتريال غازيت. 30 أكتوبر 1971. ص. 59. مؤرشف من الأصل في 2023-11-06. اطلع عليه بتاريخ 2011-03-25.
12. ↑  لوسيان جولدبرغ، جيني ساكول (26 سبتمبر 1971). مراجعة كتاب-نصر القطة-ياطفل. صحيفة نيويورك تايمز. مؤرشف من الأصل (PDF) في 2024-08-24. اطلع عليه بتاريخ 2011-03-20.
13. ↑  جودي، كين (23 يناير 1988). ليندا تريب:المحفز في تحقيق كلينتون. صحيفة اليوم الامريكي. مؤرشف من الأصل في 2024-08-24. اطلع عليه بتاريخ 2011-03-21.
14. ↑  بيتي فريدان تتهم ب تخريب قانون المساواة بين الجنسين. صحيفة ميلووكي جورنال (خدمة واشنطن بوست). مؤرشف من الأصل في 2023-11-02. اطلع عليه بتاريخ 2011-03-21.
15. ↑  جيري، هيرشي (31 أكتوبر 1988). كيتي كيلي: تفعلها بطريقتها بالنسبة للسيرة الذاتية، دعاوى قضائية، اتهامات بالجربولوجيا ونزاعات مع سيناتر. واشنطن بوست. مؤرشف من الأصل في 2023-11-06.
16. ↑  .، ذا ديستابتش (22 مايو 1983). ذكريات في الطباعه. ليكسنغتون، كارولاينا الشمالية: وكالة الصحافة المرتبطة. {{استشهاد بكتاب}}: الوسيط |مؤلف= يحوي أسماء رقمية (مساعدة)
17. ↑  رينيه، سانشيز (17-021998). متعة وكيل الكتب هي ألم الرئيس كلينتون. واشنطن بوست. {{استشهاد بكتاب}}: تحقق من التاريخ في: |تاريخ= (مساعدة)
18. ↑  جورج لاندر، جونيور (12 أغسطس 1998). سطار يبحث ايضاً في شرائط تيب. واشنطن بوست. مؤرشف من الأصل في 2023-11-06. اطلع عليه بتاريخ 2011-03-21.
19. ↑  اليزابيث، بوميلر (13 فبراير 1999). براءة الرئيس: الوكيل؛ تريب صديقة تقول انها فخورة بدورها. نيويورك تايمز. مؤرشف من الأصل في 2024-08-24. اطلع عليه بتاريخ 2011-03-20.
20. ↑  ايفان توماس، مايكل ايزيكوف (9 سبتمبر 1998). محور غولدبرج-تريب جونز. نيوزويك. مؤرشف من الأصل في 2023-11-02. اطلع عليه بتاريخ 2009-06-25.
21. ↑  ديفيد سترايتفليد، هوارد كورتز (24 يناير 1998). وكيل الادب وراء الشرايط السرية. واشنطن بوست. مؤرشف من الأصل في 2023-11-06. اطلع عليه بتاريخ 2011-03-24.
22. ↑  سانشيز، رينيه (17 فبراير 1998). متعة وكيل الكتب هي الم الرئيس كلينتون. واشنطن بوست. ص. A4. مؤرشف من الأصل في 2023-11-06. اطلع عليه بتاريخ 2011-10-27.
23. ↑  فيرغسون، اندرو (28 ديسمبر 1998). سحر لوسيان. تايم. مؤرشف من الأصل في 2023-11-06. اطلع عليه بتاريخ 2011-03-17.
24. ↑  غاري، كاميا (18 يناير 2000). مؤامرة ضخمه هل هي فعلاً؟. سالون. مؤرشف من الأصل في 2011-02-04. اطلع عليه بتاريخ 2011-03-21.{{استشهاد بكتاب}}:  صيانة الاستشهاد: BOT: original URL status unknown (link)
25. ↑  توبين، جيفري. مؤامرة ضخمة: القصة الحقيقية لفضيحة الجنس التي كادت ان تسقط رئيساً. نيويورك:راندوم هاوس. ص. 102. ISBN:0375502955.
26. ↑  غيتس، انيتا (27 أكتوبر 2022). لوسيان غولدبرغ، التي ساعدت في كشف العلاقة الزوجية لكلينتون، تتوفى عن عمر يناهز 87 عاماً. صحيفة نيويورك تايمز. مؤرشف من الأصل في 2022-10-27. اطلع عليه بتاريخ 2022-10-27.
27. ↑  فوليامي، إد (25 يناير 1998). جاسوس ثلاثي الأبعاد يستهدف حقوق الكتاب إد فوليامي في واشنطن يلقي الضوء على المتاجر السياسية لوسيان جولدبرغ والمرأة التي وثقتها على شريط. لندن: صحيفة ذي اوبزرفر. ص. 17. مؤرشف من الأصل في 2023-11-06. اطلع عليه بتاريخ 2022-10-27 – عبر بروكوست.
28. ↑  لويد جروف، بيث بيرسيلي (11 يناير 2000). المصدر الموثوق به. واشنطن بوست. ص. C03.
29. ↑  روبرت ل، جاكسون (25 مايو 2000). لا اتهام جنائي في قضية ماريلاند ضد ليندا تريب. صحيفة لوس انجلوس تايمز. مؤرشف من الأصل في 2023-11-02. اطلع عليه بتاريخ 2011-03-23.
30. ↑  صانع أفلام يسلط الضوء على الخصوصية عبر الانترنت. زدنت نيوز. مؤرشف من الأصل في 2023-11-01. اطلع عليه بتاريخ 19-05-1999. {{استشهاد بكتاب}}: تحقق من التاريخ في: |تاريخ الوصول= (مساعدة)
31. ↑  باتي، هارتيجان (21 مايو 1999). لوفر على الانترنت لفن تصميم الويب. صحيفة بوسطن غلوب. مؤرشف من الأصل في 2023-11-06. اطلع عليه بتاريخ 2011-03-23.
32. ↑  كيفن د، ويليامسون (1 نوفمبر 2021). جلسات صعبة على المرحاض. ناشيونال ريفيو. مؤرشف من الأصل في 2023-11-06.
33. ↑  جيف، شتاين (13 يوليو 1999). حرب الجميع في فري ريبابليك - لوسيان جولدبرغ، مات درودج وأصدقاء آخرون يتخلىون عن موقع الويب المناهض لكلينتون بسبب هجماته على جورج دبليو بوش. صالون. مؤرشف من الأصل في 2000-09-19. اطلع عليه بتاريخ 2011-03-18.{{استشهاد بكتاب}}:  صيانة الاستشهاد: BOT: original URL status unknown (link)
34. ↑  ستيفن، ليمونز (8 ديسمبر 1980). تذكر 8  ديسمبر 1980. صالون. مؤرشف من الأصل في 2011-01-29. اطلع عليه بتاريخ 2011-03-23.{{استشهاد بكتاب}}:  صيانة الاستشهاد: BOT: original URL status unknown (link)
35. ↑  عن كاي دالي. تقرير دالي. مؤرشف من الأصل في 2011-08-17. اطلع عليه بتاريخ 2011-03-21.
36. ↑  ٰ، اعلان مدفوع (10 يونيو 2005). وفيات: جولدبرغ. سيدني: صحيفة نيويورك تايمز. مؤرشف من الأصل في 2022-10-28. اطلع عليه بتاريخ 2011-03-23. {{استشهاد بكتاب}}: الوسيط |مؤلف= يحوي أسماء رقمية (مساعدة)
37. ↑  جولدبرغ، جوناه (23 ديسمبر 2004). قسيس عيد الميلاد. مجلة ناشيونال ريفيو اونلاين. مؤرشف من الأصل في 2023-11-01. اطلع عليه بتاريخ 2011-03-17.
38. ↑  فيليب، وايس (20 يونيو 1998). تغيرات جولدبرغ: فيليب وايس يسجل لقاء مع لوسيان جولدبرغ. الراصد. مؤرشف من الأصل في 2023-11-01. اطلع عليه بتاريخ 2018-05-08.
39. ↑  ماثيو، كارين (27 أكتوبر 2022). لوسيان جولدبرغ شخصية رئيسية في عزل كلينتون، توفت. وكاله الصحافة المرتبطة. مؤرشف من الأصل في 2023-03-29. اطلع عليه بتاريخ 2022-10-27.
40. ↑  اندرفيا، نيلي (22 نوفمبر 2019). مارجو مارتينديل تلعب دور لوسيان جولدبرغ في 'العزلة: قصة جريمة أمريكية' على إف إكس. مؤرشف من الأصل في 2022-10-07.

## روابط خارجية:
- ظهور على قناة C-SPAN
- "القطط" تصف الحرية النسائية بأنها بلا جنس، خالية من الفكاهة، وعابسة" - مقتطف من كتاب غولدبيرج الأول، "بور بيبي، بور"، في جريدة مونتريال غازيت
- "غولدبيرج خبير في تسجيل الشائعات"، جورج لاردنر جونيور (4 فبراير 1998)، واشنطن بوست